# Winkl (Ruhpolding)
Winkl war ein Gemeindeteil von Ruhpolding auf der Gemarkung Vachenau.
Seine Lage war etwas oberhalb des Südufers der Urschlauer Achen am Fuße des Eisenbergs und entspricht den heutigen Hausnummern 4 und 4a des Gemeindeteils Brand.
Der ehemalige Gemeindeteil Winkl wird heute dem Gemeindeteil Brand zugerechnet und seit dem Amtlichen Ortsverzeichnis von 1970 nicht mehr als Gemeindeteil ausgewiesen.

## Baudenkmäler
In Winkl steht mit der heutigen Hausnummer Brand 4 der „Bauer im Winkl“, ein als Baudenkmal gelistetes Traunsteiner Bauernhaus mit einem Obergeschoss als Blockbau, dessen Rundbogenportal mit 1653 bezeichnet ist.